# Гуэмес, Мартин Мигель де
Мартин Мигель де Гуэмес (исп. Martín Miguel Juan de Mata Güemes Montero de Goyechea y la Corte, 8 февраля 1785, Сан-Хуан, Вице-королевство Рио-де-ла-Плата — 17 июня 1821, Чамикаль, Соединённые провинции Южной Америки) — аргентинский военный деятель, каудильо, участник войны за независимость Аргентины.

## Биография
Гуэмес родился в провинции Сальта в состоятельной семье. Его отец, Габриэль де Гуэмес Монтеро, родился в Сантандере испанской провинции Кантабрия, служил казначеем испанской короны. Его сын получил хорошее образование с частными учителями. Его матерью была Мария Магдалина де Гойчеа и ла Корте, родившаяся в Сальте.
Он прошёл учёбу в Королевском колледже Сан-Карлос в Буэнос-Айресе. В 23 года он начал свою военную карьеру и принимал участие в обороне Буэнос-Айреса во время вторжений британцев в Рио-де-ла-Плата, где Гуэмес добился славы, когда он и его кавалеристы атаковали и захватили вооружённого британского купца Джастина, который пришвартовался на мелководье. После формирования первой хунты местного самоуправления в Майской революции 1810 года он присоединился к армии для борьбы с испанскими войсками в Верхнем Перу, победившей в битве при Суйпаче (в современной Боливии). Затем он вернулся в Буэнос-Айрес и принял участие в осаде Монтевидео.
Гуэмес вернулся в Сальту в 1815 году и организовал сопротивление против сил, верных Испании, используя местных гаучо, обученных партизанской тактике. Он был назначен губернатором провинции Сальта, а в ноябре того же года генерал Хосе Рондо, назначенный руководителем кампании в Перу вместо Хосе де Сан-Мартина, потерпел поражение и попытался привлечь гаучо Сальты. Гуэмес отказал, и верховный правитель провинций Рио-де-ла-Плата Игнасио Альварес Томас направил войска для помощи Рондо. В конце концов было достигнуто соглашение, согласно которому Гуэмес продолжал возглавлять свои войска и помогал армиям, отправленным из Буэнос-Айреса.
Несколько дней спустя новый верховный правитель Хуан Мартин де Пуэйрредон должен был устранить сомнения в способностях Гуэмеса, отправившись в Сальту, и был настолько доволен увиденным, что присвоил Гуэмесу звание полковника. Генералы Хосе де Сан-Мартин и Мануэль Бельграно также поддержали Гуэмеса. В своём письме королевский генерал Хоакин де ла Песуэла вице-королю Перу объясняет, что армия Гуэмеса ведёт «медленную, но утомительную и губительную войну почти без потерь».
В начале 1817 года маршал Хосе де ла Серна прошёл по провинции Сальта с большой группой опытных солдат. Гуэмес организовал народную армию и 1 марта вернул Умауаку. Королевская армия из 5400 человек с недавно прибывшими подкреплениями была встречена «выжженной землёй» в сочетании с непрерывными партизанскими атаками. Де ла Серна прибыл в Сальту 16 апреля, но население оказывало сопротивление. Столкнувшись с мелкими стычками, снижением морального духа и новостями о победе Сан-Мартина в битве при Чакабуко, королевские войска отступили на север.
Затем Гуэмеса оставили одного, поскольку Сан-Мартин был вынужден остаться в Чили на три года, а Бельграно был отозван в провинцию Санта-Фе для борьбы со сторонниками федерализма Хосе Хервасио Артигаса от имени централистического правительства Буэнос-Айреса, которое теперь возглавляет Рондо. В марте 1819 года новая королевская армия вторглась на северо-запад Аргентины. Гуэмес не получил подкрепления и прибегнул к принудительному вымогательству денег у землевладельцев из высшего общества Сальты. В феврале 1820 года другая волна испанских войск вторглась в Сан-Сальвадор-де-Жужуй и Сальту, но была отбита.
1820 год ознаменовал собой поворотный пункт долгой гражданской войны в Аргентине с провинциями, воевавшими между собой и с Буэнос-Айресом, после падения центрального правительства после битвы при Сепеде. У Гуэмеса были враги на двух фронтах: королевские войска на севере и губернатор Тукумана Бернабе Араос на юге. Араос заключил союз с богатыми землевладельцами Сальты, выступив против Гуэмеса, и победил его 3 апреля 1821 года. Кабильдо Сальты, в котором доминировали консерваторы, свергнуло Гуэмеса с должности губернатора. Его гаучо вернули власть в мае. Однако вскоре полковник Хосе Мария Вальдес воспользовался своим знанием местности, пообещал землевладельцам признать их право собственности и при их поддержке 7 июня снова занял Сальту. Гуэмес бежал из города, но был ранен выстрелом в спину. Он сумел добраться до своего лагеря в Чамикаль, отдал последние приказы своей армии и умер от ран 17 июня. Его люди вернули Сальту, на этот раз навсегда, 22 июля.